# Aké Loba (Fußballspieler)
Aké Arnaud Loba (* 1. April 1998 in Divo) ist ein ivorischer Fußballspieler, der seit Januar 2020 beim mexikanischen Erstligisten CF Monterrey unter Vertrag steht. Der Stürmer ist ehemaliger ivorischer U20-Nationalspieler.

## Karriere

### Verein
Der im südivorischen Divo geborene Aké Loba begann mit dem Fußballspielen bei der AS des Enseignants d’Abobo, bevor er sich 2015 der Jugend des Erstligisten SO de l’Armée anschloss. In der Saison 2016/17 kam der Stürmer erstmals in der ersten Mannschaft zum Einsatz und wurde in dieser umgehend ins Team des Jahres der Ligue 1 nominiert.
Am 30. Dezember 2017 wechselte er zusammen mit seinem Landsmann Franck Amani Anoumou zum peruanischen Erstligisten Universidad San Martín. Am 4. Februar 2018 (1. Spieltag der Torneo de Verano) bestritt er beim 4:0-Heimsieg gegen den Ayacucho FC sein Debüt in der höchsten peruanischen Spielklasse. Bereits eine Woche später erzielte der junge Ivorer beim 2:1-Auswärtssieg gegen den CD Comerciantes Unidos. Er schaffte es rasch zum Stammspieler und zeigte bei der jungen Mannschaft der Albos mit Torbeteiligungen viel Einfluss. In der Torneo de Verano bestritt er 13 Spiele, in denen er sieben Tore erzielte und zwei weitere Treffer vorbereitete.
Auch in der folgenden Apertura konnte er überzeugen, in der ihm in 13 Spielen sieben Tore und vier Vorlagen gelangen. In der Clausura verpasste er viele Spiele verletzungsbedingt und absolvierte nur sechs Partien, in denen er vier Mal treffen konnte. Somit beendete er das Spieljahr 2018 mit 18 Toren, womit der der sechstbeste Torschütze der Liga war. Seine starken Leistungen brachten ihm eine Nominierung für die Auszeichnung zum Spieler der Saison ein, die letztlich aber Gabriel Costa von Meister Sporting Cristal gewann.
Am 1. Januar 2019 wechselte Aké Loba für ein Jahr zum mexikanischen Erstligisten Querétaro FC. Sechs Tage später (1. Spieltag der Clausura) debütierte er bei der 1:2-Heimniederlage gegen Atlas Guadalajara in der Liga MX, als er in der 61. Spielminute für Jaime Gómez eingewechselt wurde. In den nächsten Ligaspielen wurde er stets eingewechselt und am 17. März (11. Spieltag der Clausura) erzielte er bei der 1:4-Auswärtsniederlage gegen die UANL Tigres sein erstes Ligator. Loba erzielte in der Clausura 2019 drei Tore in 17 Ligaspielen.
In der nächsten Apertura 2019 galt er bereits als wichtiger Stammspieler bei den Gallos Blancos. Am 28. August 2019 (7. Spieltag der Apertura) gelangen ihm beim 5:0-Auswärtssieg gegen den CD Veracruz zwei Tore und eine Vorarbeit. In der Clausura erzielte er in 19 Ligaeinsätzen sechs Tore und assistierte zwei weitere Tore. Anschließend kehrte er zunächst nach Lima zurück.
Am 14. Januar 2020 wechselte Loba zum mexikanischen Erstligisten CF Monterrey, wo er einen Fünfjahresvertrag unterzeichnete. Sein Debüt gab er fünf Tage später (2. Spieltag der Clausura) beim 2:2-Unentschieden gegen Monarcas Morelia. In den nächsten Ligaspielen wurde er nicht berücksichtigt. Sein erstes Ligator erzielte er am 8. März 2020 (9. Spieltag der Clausura) beim 2:2-Unentschieden gegen Atlético San Luis. Aufgrund der COVID-19-Pandemie wurde die Ligameisterschaft bereits Mitte März 2020 abgebrochen. Bis dorthin hatte er erst drei Ligaspiele bestritten, in denen er einen Treffer markieren konnte.

### Nationalmannschaft
Im Juni 2017 nahm er mit der ivorischen U20-Nationalmannschaft am Turnier von Toulon teil. Er erreichte dort mit der Auswahl das Endspiel gegen England, wo er in der Nachspielzeit einen Strafstoß zum 1:1 verwertete und seine Mannschaft ins Elfmeterschießen beförderte. In diesem verwandelte er seinen Versuch, die Elfenbeinküste verlor jedoch schließlich mit 3:5. In diesem Turnier kam er in vier Spielen zum Einsatz, in denen ihm ein Treffer gelang.